# Kolasa

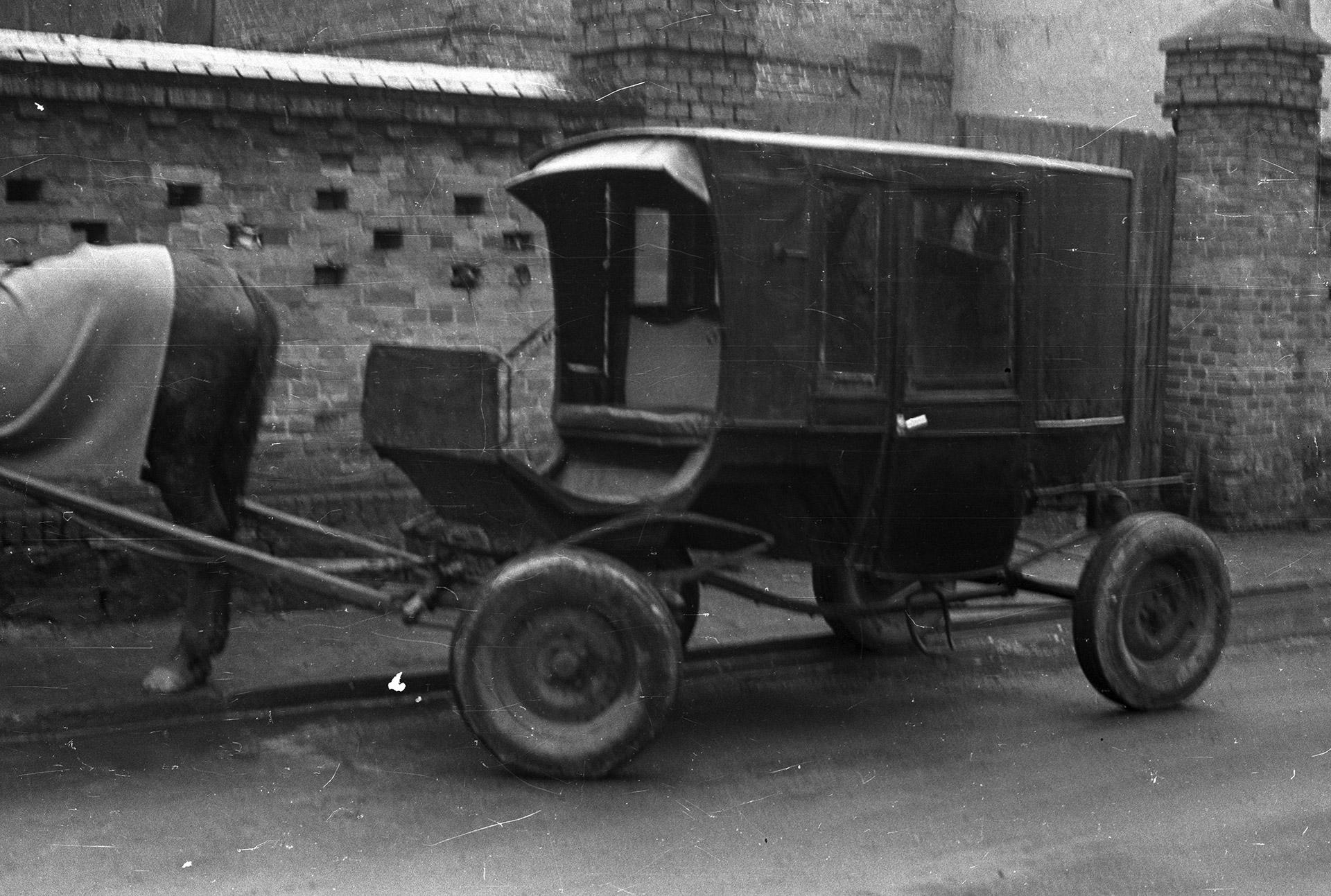
Kolasa chłopska w Krobii (1974)

Kolasa – gospodarski wóz transportowy, o drewnianych osiach, bez resorów, znany powszechnie na Rusi i Kresach od XVI–XIX wieku.